# Philipp Buttmann (Theologe)

Philipp Buttmann

Philipp Buttmann (* 23. Januar 1809 in Berlin; † 28. Januar 1901 ebenda) war ein deutscher Theologe. Er war besonders als Prediger bekannt.

## Leben
Buttmann stammte aus der Hugenottenfamilie Boudemont, die seit 1789 in Berlin ansässig war. Sein Vater war der Pädagoge Philipp Buttmann. Wie dieser war er Mitglied der Gesetzlosen Gesellschaft. Er war von 1836 bis 1844 Prediger an der Jerusalemer Kirche und der Neuen Kirche in Berlin und ab 1858 zweiter Pastor an der St.-Pauls-Kirche in Berlin-Gesundbrunnen. Nebenamtlich fungierte er von 1876 bis 1883 als Superintendent des Kirchenkreises Berlin-Stadt II. Zum 50-jährigen Amtsjubiläum erhielt er am 23. Juli 1885 die theologische Ehrendoktorwürde der Berliner Universität.
Sein Grab befindet sich auf dem Friedhof der Dorotheenstädtischen und Friedrichswerderschen Gemeinde.
Nach ihm wurde 1891 im heutigen Berliner Ortsteil Gesundbrunnen eine Straße benannt, in unmittelbarer Nähe der St.-Pauls-Kirche sowie seiner Wohnung in der Pankstraße 30.